# ココベース
『ココベース』は、花澤香菜の5枚目のオリジナルアルバム。2019年2月20日にSACRA MUSICから発売された。

## 音楽性
これまでの音楽活動では、その特徴的な声質を生かすことを考えてきたという花澤だが、本作ではジャンルにとらわれず、自身が「もともと聴いてきた人たち、好きな方たち」に楽曲提供を依頼したという。
よって、本作の収録楽曲は山内総一郎（フジファブリック）、槇原敬之、橋本絵莉子（元チャットモンチー）、大貫妙子、岡村靖幸、真島昌利（ザ・クロマニヨンズ / ましまろ）といった、実績のあるアーティストたちによって制作された。また、これまでの作品とは一線を画し、ロックテイストの強い一枚となっている。
制作陣に個性的な面々が揃ったものの、12thシングル『春に愛されるひとに　わたしはなりたい』からサウンドプロデュースを担当している佐橋佳幸とのタッグがより成熟してきたことや、自身が30歳になる区切りの年に本作がリリースされることを意識した作詞を依頼したことで「（アルバム全体が）筋が通ったものになった」と花澤は振り返っている。

## 収録内容

### DISC 1
CD
1. マイ・ソング [3:45]
  - 作詞・作曲：山内総一郎
2. 大丈夫 [4:36]
  - 作詞・作曲：槇原敬之
  - テレビアニメ『レイトン ミステリー探偵社 〜カトリーのナゾトキファイル〜』エンディングテーマ
3. おとな人間 [3:28]
  - 作詞・作曲：橋本絵莉子
4. パン [4:45]
  - 作詞・作曲：浜野謙太
5. Change! [3:49]
  - 作詞：オカモトショウ、作曲：オカモトコウキ
6. ミトン [4:15]
  - 作詞：大貫妙子、作曲：岡村靖幸
7. Tact [2:32]
  - 作詞：花澤香菜、作曲：佐橋佳幸
8. 春に愛されるひとに　わたしはなりたい [4:38]
  - 作詞・作曲：水野良樹
9. おしえて [4:35]
  - 作詞・作曲：関取花
10. 満月の音 [4:38]
  - 作詞・作曲：真島昌利
11. ゆうのそら [4:13]
  - 作詞：ENA☆、作曲：ハルナ
12. Ready to go [4:17]
  - 作詞：花澤香菜、作曲：佐橋佳幸

### DISC 2
DVD（初回限定盤のみ）
1. 若者のすべて（花澤香菜 Acoustic Session at Sony Music Studios）
2. Trace（花澤香菜 Acoustic Session at Sony Music Studios）
3. Making Movie : Photo Session “ココベース”

## 演奏
- 花澤香菜
  - Vocal
  - Background Vocals (#1-6.8-12)
  - Hand Clap (#4.5)
- 佐橋佳幸
  - Guitars (#1-6.8-12)
  - Programming (#2.6.10.11)
  - Footsteps (#6)
  - Acoustic Guitar (#7)
  - Percussions, Synthesizers (#9)
  - Guitar Solo (#11)
  - Mandolin (#12)
  - Background Vocals (#8.10)
- 石川鉄男：Programming (#1.6.10)
- 柴田俊文
  - Upright Piano (#1)
  - Synthesizer (#1.10)
  - Piano (#10.11)
  - Hammond Organ (#11)
- 山内総一郎 (フジファブリック)：Guitar, Synthesizer (#1)
- 毛利泰士
  - Programming (#2.8.11)
  - Percussions (#2.11)
- 西村浩二：Trumpet (#2)
- 村田陽一：Trombone, Solo (#2)
- 山本拓夫
  - Tenor Sax (#2.10)
  - Sax Solo (#10)
- 堀江博久：OmniChord (#2)
- ハルナ：Background Vocals (#2.8.11)
- ENA☆：Background Vocals (#2.6.8.11)
- オカモトショウ (OKAMOTO'S)
  - Background Vocals (#3.5)
  - Tambourine (#3)
  - Hand Clap, Percussions (#5)
- オカモトコウキ (OKAMOTO'S)
  - Guitars (#3.5)
  - Background Vocals, Hand Clap (#5)
- ハマ・オカモト (OKAMOTO'S)
  - Bass (#3.5)
  - Background Vocals, Hand Clap (#5)
- オカモトレイジ (OKAMOTO'S)
  - Drums (#5)
  - Backing Vocals, Hand Clap (#5)
- 斎藤有太
  - Wurlitzer, Background Vocals (#3)
  - Piano (#5.8)
  - Hammond Organ (#5)
  - Synthesizers (#8)
- 浜野謙太 (在日ファンク)：Background Vocals, Hand Clap (#4)
- 仰木亮彦 (在日ファンク)：Guitar, Hand Clap (#4)
- 村上啓太 (在日ファンク)：Bass, Hand Clap (#4)
- 永田真毅 (在日ファンク)：Drums, Hand Clap (#4)
- ジェントル久保田 (在日ファンク)：Trombone, Hand Clap (#4)
- 橋本剛秀 (在日ファンク)：Sax, Hand Clap (#4)
- 村上基 (在日ファンク)：Trumpet, Flute, Hand Clap (#4)
- 島田昌典
  - Rhodes, Melodica Solo (#7)
  - Piano, Hammond Organ (#12)
- 有賀啓雄
  - Upright Bass (#7)
  - Bass (#12)
- 三沢またろう：Percussions (#7.8.10)
- 河村“カースケ”智康
  - Drums (#8.12)
  - Tambourine (#12)
- 松原秀樹：Bass (#8)
- 権藤知彦：Programming, Euphonium (#9)
- 白根賢一：Drums (#11)
- 高桑圭：Bass (#11)
- 金原千恵子、栄田嘉彦：Violin (#11)
- 榎戸崇浩：Viola (#11)
- 堀沢真己：Cello (#11)
- 稲田徹、増原光幸、日高里菜、久野美咲、岡崎聡、坂本尚文、梅津友美、仲上佳克、花澤母、花澤弟、わかちゃん：Background Vocals (#12)